# Да воскреснет Бог (Бортнянський)
Да воскреснет Бог — 34-й хоровий чотириголосний концерт українського композитора Дмитра Бортнянського у тональності фа мажор (F-dur), написаний, правдоподібно, у 1780-х — на початку 1790-х рр .
В основу концерту лягли початкові та кінцеві вірші з Псалма 68 (67), які в Православній та Греко-католицькій Церквах виконуються на початку Утрені в часі великодніх свят.

## Текст із перекладом на українську мову
| Церковнослов'янський текст (транслітерація)                                                      | Посилання (нумерація згідно Септуаґінти) | Український переклад (І. Огієнка)                                                                             |
| ------------------------------------------------------------------------------------------------ | ---------------------------------------- | --- |
| Да воскреснет Бог и расточатся врази Его и да бежат от лица Его ненавидящие Его                  | Пс 67,2                                  | Нехай воскресне Бог, і розпорошаться вороги Його, і нехай від лиця Його повтікають Його ненависники!          |
| Яко исчезает дым да исчезнут. Яко тает воск от лица огня тако да погибнут грешницы от лица Божия | Пс 67,3                                  | Як дим розвівається, так їх розвій, як топиться віск від огню, отак несправедливі загинуть перед Божим лицем! |
| А праведницы да возвеселятся да возрадуются пред Богом, да наслаятся в веселии                   | Пс 67,4                                  | А праведні будуть радіти, і будуть тішитися перед Богом, і веселитися в радості будуть!                       |
| Воспойте Богу, воспойте пойте имени Его.                                                         | Пс 67,5а                                 | Співайте Богові, виспівуйте Йменню Його.                                                                      |
| Дадите славу Богови: на Израеле веле лепота Его и сила Его на облацех.                           | Пс 67,35                                 | Визнайте Богові силу, величність Його над Ізраїлем, а в хмарах потуга Його!                                   |
| Дивен Бог во святых своих Бог Израилев.                                                          | Пс 67,36а                                | Бог грізний у святинях Своїх, Бог Ізраїлів.                                                                   |

## Структура
Концерт  складається з чотирьох відносно самостійних частин. 
- Перша частина (Vivace, частина А) складається з трьох частин (а–b–с), які є відмінними між собою за музичним матеріалом. Яскраво виражена тричастинна форма, в якій відсутня тематична реприза, проте є тональна. Включає в себе з 1 по 42 такт.
- Друга частина «B» (Largo, 43т.) утворює контраст до першої, але є її природним продовженням. Світлий, благородний настрій музичної мови викликаний текстом: «А праведницы да возвеселятся, да возрадуются пред Богом...». Структурно ця частина поділяється на дві частини: перша — 43–53 такти, друга — 54–59 такти Міцні завершальні каденції у 53т. і в 59т. вказують на такий поділ. Це підкреслюється і зміною тексту (у другому розділі — «Воспойте Богу, пойте имени Его...»).
- Третя частина «С» (Andante, maestoso, 60–69т.т) — коротка, має предиктовий зміст, готує четверту частину. Як друга частина пов’язана текстом з першою, так і третя — з четвертою. Це дає право згрупувати їх на дві пари з контрастною стопною будовою: перша пара хореїчна, друга — ямбічна.
- Фінал концерту (Allegro moderato «D» частина, 69т.) органічно випливає з попередніх частин. Він виражає основну ідею концерту — прославлення величі Бога. Очевидно це і є причиною того, що ця частина написана у формі фугато.

Опорними частинами у всій будові є перша і четверта. Підпорядковану, але важливу роль відіграють друга і третя частини. Згідно з текстом і музичною тканиною друга частина є продовженням ідеї першої частини. Третя частина є як ідейним, так і музичним предиктом до фінальної четвертої частини.
Таким чином, весь цикл є композицією парної побудови з дзеркально-симетричною системою стопної будови.